# 霜風るみ
ふかさくえみ（11月29日 - ）は、日本の漫画家。作品によっては、霜風るみと名乗っている。

## 概要
「マルラボライフ」で週刊少年ジャンプ「第3回デジタルマンガ賞」ライト級佳作受賞。
ジャンプデジタルマンガで連載化したのち、平成18年度文化庁メディア芸術祭マンガ部門審査委員会推薦作品に選ばれる。
「HAPPY　BIRD」宝島ワンダーネット「モバイルコミック大賞2007」作品賞受賞。
現在は、竹書房の4コマ漫画雑誌『まんがライフオリジナル』にて「鬼桐さんの洗濯」を連載している。

### ふかさくえみ名義
- マルラボライフ（ジャンプデジタルマンガ、2005年9月 - 2006年11月）
- ちまさんちの小箱（まんがホーム、2008年2月号 - 2010年1月号）
- よもぎ町パンタグラフ（宝島ワンダーネット、2008年4月 - 2009年10月）
- 購買のプロキオン（ピュア百合アンソロジー ひらり、 Vol.3、Vol.5、Vol.7、ほうかご！）
- 杖をバトンに持ち替えて（ほうかご！(2)）
- 今日のノルマさん（まんがライフオリジナル、2014年6月号 - 2016年8月号）
- 鬼桐さんの洗濯（まんがライフオリジナル、2017年5月号 - ）
- バジスさんが見てる！（動物のおしゃべり増刊号、2016年11月 - ）

### 霜風るみ名義
- おいでよ どうぶつの森 とんぼ村だより（2005年12月 - 2008年11月）

　→街へいこうよ どうぶつの森 とんぼ村だより（2008年12月 - 2012年9月）
- るっこ村長のぴこぷり村日記（2012年9月 - ）
- るっこの無人島日記（2020年3月 - ）